# Dagmar Hagelin
Dagmar Hagelin, née le 29 septembre 1959 et disparue le 27 janvier 1977, est une adolescente suédo-argentine de 17 ans qui a été arrêtée en janvier 1977 pendant la « Guerre sale ». Probablement victime d'une erreur d'identité, elle est arrêtée par les forces d'Alfredo Astiz à El Palomar à Buenos Aires et assassinée.
Avec Svante Grände (en), Dagmar Hagelin est l'une des deux victimes suédoises connues de la Guerre sale qui a lieu pendant le régime militaire argentin.

## Biographie
Elle fait partie d'une organisation nommée Unión de Estudiantes Secundarios (es).

### Disparition
Il est aujourd'hui considéré qu'Hagelin est victime d'une erreur d'identité survenue alors qu'elle rend visite à Norma Susana Burgos, une amie de sa mère, mariée au leader des Montoneros Carlos Caride (es), récemment tué par la police,. Burgos est arrêtée le 26 janvier 1977 par le Grupo de tareas 3.3.2 (es). Une autre amie militante politique des Monteneros, María Antonia Berger (es), doit lui rendre visite le lendemain.
Le matin du 27 janvier, Hagelin rend visite à Burgos dans sa maison de la banlieue de Buenos Aires. Ressemblant à la description de Berger, grande, blonde et avec des yeux bleus, elle est alors sommée de se rendre dans le jardin de la maison de Burgos, où sont dissimulés Astiz et ses soldats. Elle tente de s'enfuir en courant le long de la rue. Selon les témoins, Astiz lui tire une balle dans la tête, puis elle est emmenée blessée mais consciente dans un taxi puis dans un coffre. Elle est vue dans les jours suivants à l'ESMA, centre de concentration du régime. Il n'y a plus de trace d'elle à partir de mars 1977,. Son corps n'a jamais été retrouvé.
Selon Norma Burgos, Astiz aurait déclaré qu'il pensait qu'Hagelin était en fait quelqu'un d'autre.

## Procès
Par la suite, son père lutte pour que les responsables soient traduits en justice, dont Alfredo Astiz. En octobre 2011, Alfredo Astiz est condamné à la prison à perpétuité pour crimes contre l'humanité perpétrés en Argentine entre 1976 et 1983. En 2010, un pilote nommé Julio Poch est également inculpé pour l'enlèvement d'Hagelin.